# Копа Либертадорес 1961
Купа Либертадорес 1961 е втория турнир за Копа Либертадорес по футбол, проведен под егидата на КОНМЕБОЛ. В турнира за първи път вземат участие шампионите на Еквадор и Перу. Уругвайският „Пенярол“ успешно защитава титлата си, побеждавайки бразилския „Палмейрас“ във финала.

## Участници
| Шампиони на страните си     | Шампиони на страните си           | Шампиони на страните си     |
| --------------------------- | --------------------------------- | --------------------------- |
| Аржентина Индепендиенте     | Боливия Хорхе Уилстерман          | Бразилия Палмейрас          |
| Чили Коло Коло              | Колумбия Индепендиенте (Санта Фе) | Еквадор Барселона (Гуаякил) |
| Парагвай Олимпия (Асунсион) | Перу Университарио (Лима)         | Пенярол                     |

## Резултати

### Предварителен кръг
| Отбор #1                 | Общ резултат | Отбор #2            | Първи мач | Реванш |
| ------------------------ | ------------ | ------------------- | --------- | ------ |
| Индепендиенте (Санта Фе) | 5:2          | Барселона (Гуаякил) | 3:0       | 2:2    |

## 1 кръг
| Отбор #1         | Общ резултат | Отбор #2                 | Първи мач | Реванш |
| ---------------- | ------------ | ------------------------ | --------- | ------ |
| Коло Коло        | 4:6          | Олимпия                  | 2:5       | 2:1    |
| Пенярол          | 5:2          | Университарио            | 5:0       | 0:2    |
| Индепендиенте    | 0:3          | Палмейрас                | 0:2       | 0:1    |
| Хорхе Уилстерман | 3:3          | Индепендиенте (Санта Фе) | 3:2       | 0:1    |

- След равна голова разлика Индепендиенте (Санта Фе) продължава напред след жребий.

## Полуфинали
| Отбор #1                 | Общ резултат | Отбор #2  | Първи мач | Реванш |
| ------------------------ | ------------ | --------- | --------- | ------ |
| Индепендиенте (Санта Фе) | 3:6          | Палмейрас | 2:2       | 1:4    |
| Пенярол                  | 5:2          | Олимпия   | 3:1       | 2:1    |

## Финал
ст. Сентенарио
Монтевидео, Уругвай
Зрители: 64 376

Съдия: Хосе Луис Прадауде (Аржентина)
| Отбор #1 | Резултат | Отбор #2  | Голмайстор          |
| -------- | -------- | --------- | ------------------- |
| Пенярол  | 1:0      | Палмейрас | Алберто Спенсър 89' |

ст. Пакаембу
Сао Паоло, Бразилия
Зрители: 50 000
Съдия: Хосе Луис Прадауде (Аржентина)
| Отбор #1  | Резултат | Отбор #2 | Голмайстори                         |
| --------- | -------- | -------- | ----------------------------------- |
| Палмейрас | 1:1      | Пенярол  | Хосе Сасия 2' - 0:1 Нардо 77' – 1:1 |

| Носител на Копа Либертадорес 2008 |
| --------------------------------- |
| Пенярол (Монтевидео) Втора титла  |

## Голмайстори
| # | Име             | Отбор                    | Голове |
| - | --------------- | ------------------------ | ------ |
| 1 | Пансуто         | Индепендиенте (Санта Фе) | 4      |
| 2 | Хосе Сасия      | Пенярол (Монтевидео)     | 3      |
| 2 | Алберто Спенсър | Пенярол (Монтевидео)     | 3      |
| 2 | Перасо          | Индепендиенте (Санта Фе) | 3      |
| 2 | Б. Ферейра      | Олимпия (Асунсион)       | 3      |
| 2 | Хуан Хойя       | Пенярол (Монтевидео)     | 3      |